# Pang Junxu
Pang Junxu, chiń. 庞俊旭 (ur. 15 lutego 2000) – chiński snookerzysta. Zdobywca nagrody „Rookie of the Year 2021”.

## Występy w turniejach w całej karierze
| Nazwa turnieju                           | 2016/ 17               | 2017/ 18               | 2018/ 19               | 2019/ 20               | 2020/ 21               | 2021/ 22               | 2022/ 23               | 2023/ 24               | 2024/ 25               | 2025/ 26               |               |
| ---------------------------------------- | ---------------------- | ---------------------- | ---------------------- | ---------------------- | ---------------------- | ---------------------- | ---------------------- | ---------------------- | ---------------------- | ---------------------- | ------------- |
| Ranking                                  | —                      | —                      | —                      | —                      | —                      | 66                     | 53                     | 33                     | 27                     | 26                     |               |
| Turnieje rankingowe                      |                        |                        |                        |                        |                        |                        |                        |                        |                        |                        |               |
| Championship League Snooker              | Turniej nierankingowy  | Turniej nierankingowy  | Turniej nierankingowy  | Turniej nierankingowy  | RR                     | RR                     | 3R                     | 2R                     | 2R                     | 3R                     |               |
| Saudi Arabia Snooker Masters             | Turniej nie rozgrywany | Turniej nie rozgrywany | Turniej nie rozgrywany | Turniej nie rozgrywany | Turniej nie rozgrywany | Turniej nie rozgrywany | Turniej nie rozgrywany | Turniej nie rozgrywany | 6R                     | 4R                     |               |
| Wuhan Open                               | Turniej nie rozgrywany | Turniej nie rozgrywany | Turniej nie rozgrywany | Turniej nie rozgrywany | Turniej nie rozgrywany | Turniej nie rozgrywany | Turniej nie rozgrywany | 2R                     | 2R                     |                        |               |
| European Masters                         | A                      | A                      | A                      | 4R                     | 3R                     | LQ                     | 1R                     | Nie rozgryw.           | Nie rozgryw.           | Nie rozgryw.           |               |
| English Open                             | A                      | A                      | A                      | A                      | 1R                     | LQ                     | 2R                     | LQ                     | 3R                     |                        |               |
| British Open                             | Turniej nie rozgrywany | Turniej nie rozgrywany | Turniej nie rozgrywany | Turniej nie rozgrywany | Turniej nie rozgrywany | 3R                     | LQ                     | LQ                     | LQ                     |                        |               |
| Xi'an Grand Prix                         | Turniej nie rozgrywany | Turniej nie rozgrywany | Turniej nie rozgrywany | Turniej nie rozgrywany | Turniej nie rozgrywany | Turniej nie rozgrywany | Turniej nie rozgrywany | Turniej nie rozgrywany | 2R                     |                        |               |
| Northern Ireland Open                    | A                      | A                      | A                      | A                      | 1R                     | LQ                     | 2R                     | LQ                     | SF                     |                        |               |
| International Championship               | A                      | A                      | A                      | LQ                     | Nie rozgryw.           | Nie rozgryw.           | Nie rozgryw.           | 3R                     | 3R                     |                        |               |
| UK Championship                          | A                      | A                      | A                      | A                      | 4R                     | 1R                     | LQ                     | 1R                     | LQ                     |                        |               |
| Shoot Out                                | A                      | A                      | A                      | A                      | WD                     | 1R                     | 1R                     | 1R                     | 1R                     |                        |               |
| Scottish Open                            | A                      | A                      | A                      | A                      | 1R                     | 2R                     | 1R                     | 2R                     | 1R                     |                        |               |
| German Masters                           | A                      | A                      | A                      | A                      | 1R                     | LQ                     | QF                     | 2R                     | 1R                     |                        |               |
| World Grand Prix                         | DNQ                    | DNQ                    | DNQ                    | DNQ                    | DNQ                    | DNQ                    | DNQ                    | 1R                     | 1R                     |                        |               |
| Players Championship                     | DNQ                    | DNQ                    | DNQ                    | DNQ                    | DNQ                    | DNQ                    | DNQ                    | DNQ                    | DNQ                    |                        |               |
| Welsh Open                               | A                      | A                      | A                      | A                      | 4R                     | LQ                     | SF                     | LQ                     | 3R                     |                        |               |
| World Open                               | A                      | A                      | A                      | A                      | Nie rozgryw.           | Nie rozgryw.           | Nie rozgryw.           | 1R                     | QF                     |                        |               |
| Tour Championship                        | Nie rozgryw.           | Nie rozgryw.           | DNQ                    | DNQ                    | DNQ                    | DNQ                    | DNQ                    | DNQ                    | DNQ                    |                        |               |
| Mistrzostwa świata                       | A                      | A                      | LQ                     | A                      | LQ                     | LQ                     | 1R                     | 1R                     | 2R                     |                        |               |
| Turnieje nierankingowe                   |                        |                        |                        |                        |                        |                        |                        |                        |                        |                        |               |
| Shanghai Masters                         | Ranking                | Ranking                | A                      | A                      | Nie rozgryw.           | Nie rozgryw.           | Nie rozgryw.           | 1R                     | QF                     | 1R                     |               |
| Mistrzostwa świata na sześciu czerwonych | A                      | A                      | A                      | A                      | Nie rozgryw.           | Nie rozgryw.           | LQ                     | Nie rozgryw.           | Nie rozgryw.           | Nie rozgryw.           |               |
| Dawne turnieje rankingowe                |                        |                        |                        |                        |                        |                        |                        |                        |                        |                        |               |
| China Open                               | A                      | A                      | 1R                     | Turniej nie rozgrywany | Turniej nie rozgrywany | Turniej nie rozgrywany | Turniej nie rozgrywany | Turniej nie rozgrywany | Turniej nie rozgrywany |                        |               |
| China Championship                       | NR                     | A                      | A                      | LQ                     | Turniej nie rozgrywany | Turniej nie rozgrywany | Turniej nie rozgrywany | Turniej nie rozgrywany | Turniej nie rozgrywany | Turniej nie rozgrywany |               |
| WST Pro Series                           | Turniej nie rozgrywany | Turniej nie rozgrywany | Turniej nie rozgrywany | Turniej nie rozgrywany | Turniej nie rozgrywany | RR                     | Nie rozgryw.           | Nie rozgryw.           | Nie rozgryw.           | Nie rozgryw.           | Nie rozgryw.  |
| Turkish Masters                          | Turniej nie rozgrywany | Turniej nie rozgrywany | Turniej nie rozgrywany | Turniej nie rozgrywany | Turniej nie rozgrywany | Turniej nie rozgrywany | LQ                     | Nie rozegrano          | Nie rozegrano          | Nie rozegrano          | Nie rozegrano |
| Gibraltar Open                           | A                      | A                      | A                      | A                      | 3R                     | WD                     | nie rozegrano          | nie rozegrano          | nie rozegrano          | nie rozegrano          |               |
| WST Classic                              | nie rozegrano          | nie rozegrano          | nie rozegrano          | nie rozegrano          | nie rozegrano          | nie rozegrano          | F                      | Nie rozegrano          | Nie rozegrano          | Nie rozegrano          |               |
| Dawne turnieje nierankingowe             |                        |                        |                        |                        |                        |                        |                        |                        |                        |                        |               |
| Haining Open                             | 3R                     | 2R                     | 3R                     | 4R                     | NH                     | –                      | nie rozegrano          | nie rozegrano          | A                      | NH                     |               |

| Legenda tabeli wyników              | Legenda tabeli wyników       | Legenda tabeli wyników                     | Legenda tabeli wyników                                                              | Legenda tabeli wyników                     | Legenda tabeli wyników                     |
| ----------------------------------- | ---------------------------- | ------------------------------------------ | ----------------------------------------------------------------------------------- | ------------------------------------------ | ------------------------------------------ |
| LQ                                  | odpadnięcie w kwalifikacjach | #R                                         | odpadnięcie we wczesnej fazie turnieju (WR = runda dzikich kart, RR = faza grupowa) | QF                                         | przegrana w ćwierćfinale                   |
| SF                                  | przegrana w półfinale        | F                                          | przegrana w finale                                                                  | W                                          | zwycięstwo                                 |
| DNQ                                 | nie zakwalifikował/a się     | A                                          | nie brał/a udziału                                                                  | WD                                         | zrezygnował/a w trakcie turnieju           |
| Legenda oznaczeń w tabelach wyników |                              |                                            |                                                                                     |                                            |                                            |
| NH / Nie roz.                       | NH / Nie roz.                | Turniej nie odbył się.                     | Turniej nie odbył się.                                                              | Turniej nie odbył się.                     | Turniej nie odbył się.                     |
| NR / Nie-rank.                      | NR / Nie-rank.               | Turniej nie był zaliczany jako rankingowy. | Turniej nie był zaliczany jako rankingowy.                                          | Turniej nie był zaliczany jako rankingowy. | Turniej nie był zaliczany jako rankingowy. |
| R / Rank.                           | R / Rank.                    | Turniej był zaliczany jako rankingowy.     | Turniej był zaliczany jako rankingowy.                                              | Turniej był zaliczany jako rankingowy.     | Turniej był zaliczany jako rankingowy.     |
| MR / Minor-Rank.                    | MR / Minor-Rank.             | Turniej był zaliczany jako minor ranking.  | Turniej był zaliczany jako minor ranking.                                           | Turniej był zaliczany jako minor ranking.  | Turniej był zaliczany jako minor ranking.  |

## Statystyka finałów

### Turnieje rankingowe: 1
| Rezultat  | Lp. | Rok  | Nazwa turnieju | Przeciwnik | Wynik | Źr.   |
| --------- | --- | ---- | -------------- | ---------- | ----- | ----- |
| Przegrana | 1.  | 2023 | WST Classic    | Mark Selby | 2–6   | [ 1 ] |

### Turnieje pro-am: 1
| Rezultat  | Lp. | Rok  | Nazwa turnieju | Przeciwnik | Wynik | Źr.   |
| --------- | --- | ---- | -------------- | ---------- | ----- | ----- |
| Przegrana | 1.  | 2019 | Huizhou Open   | Yuan Sijun | 2–5   | [ 2 ] |

### Turnieje amatorskie: 1
| Rezultat  | Lp. | Rok  | Nazwa turnieju                    | Przeciwnik  | Wynik | Źr.   |
| --------- | --- | ---- | --------------------------------- | ----------- | ----- | ----- |
| Przegrana | 1.  | 2019 | Mistrzostwa Świata IBSF do lat 21 | Zhao Jianbo | 1–6   | [ 3 ] |